# 威爾頓森特 (康乃狄克州)
威爾頓森特（英語：Wilton Center）是位於美國康乃狄克州費爾菲爾德縣威爾頓境內的一個街區與人口普查指定地區。

## 地理
威爾頓森特的座標為41°11′25″N 73°25′25″W / 41.19028°N 73.42361°W，而該地最高點為海拔高度52米（即171英尺）。